# The Soul Cages
Albums de Sting
Nada Como el Sol
(1988) Ten Summoner's Tales
(1993)
The Soul Cages (Les cages de l'âme, et non La cage des âmes) est le troisième album studio de Sting sorti le 22 janvier 1991.
Dans cet album, résolument plus pop-rock que ses précédents albums (The Dream of the Blue Turtles et …Nothing Like the Sun), Sting raconte son enfance et son attitude face au décès de son père emporté par le cancer en 1987.
Des paroles reviennent à ce sujet dans deux titres, Island of Souls et The soul Cages :
He dreamed of a ship on the sea
It would carry his father and he
To a place they could never be found
To a place far away from this town
A Newcastle ship with no coals
They would sail to the island of souls
Il rêva d'un navire sur la mer
Qui l'emmènerait son père et lui
Dans un endroit où on ne pourrait pas les trouver
Dans un endroit loin de cette ville
Un navire de Newcastle sans charbon
Ils navigueraient vers l'île des âmes

## Concept
The Soul Cages est un album concept centré sur la mort du père de Sting. À l'époque, ce dernier avait développé un bloc d'écrivain peu de temps après la mort de son père ; l'épisode a duré plusieurs années, jusqu'à ce qu'il soit capable de surmonter son affliction en faisant face à la mort de son père et ce  grâce à la musique. La première chanson écrite pour ce présent album était Why Should I Cry for You, et Sting a dit que le reste de l'album avait coulé assez facilement après que ce premier obstacle ait été surmonté. La plupart des chansons ont des motifs liés à la voile ou à la mer. Sting a écrit dans son autobiographie, Broken Music, que son père avait toujours regretté de ne pas devenir marin. Il y a aussi des références à Newcastle, là où Sting a grandi. La première chanson de l'album, Island of Souls, raconte l'histoire de Billy, le premier fils d'une famille de riveteurs. Alors qu'il surveille les navires que son père a aidé à mettre à l'eau, Billy rêve d'emmener son père avec lui pour s'échapper par la mer; ses rêves deviennent plus fréquents alors que son père est blessé et n'a plus que trois semaines à vivre. All This Time raconte le désir de Billy d'inhumer son père en mer. La partie médiane du disque se concentre principalement sur la ville dans laquelle vit Billy et ses habitants (à l'exception de Mad About You, qui est basé sur l'histoire du roi David tirée des livres de Samuel de la Bible), avant l'introspective Why Should I Cry For You. Musicalement, un motif lugubre de Northumbrian Pipe à la fin de Island of Souls revient pour ouvrir The Wild Wild Sea, où Billy se perd dans une tempête pour se retrouver conduit en sécurité par l'esprit de son père. Dans un autre récit fantastique sur le titre éponyme de l'album, le père de Billy est retenu captif par un pêcheur démoniaque, avec qui Billy parie sa vie dans un jeu à boire dans le but de libérer l'âme de son père.
Enfin, l'album se termine par When the Angels Fall, de mauvaise humeur et un peu énigmatique, qui sert de thèse finale sur le catholicisme qui a si fortement influencé l'éducation de Sting ; en particulier en ce qui concerne les croyances spirituelles de son père. Musicalement, la chanson agit comme un point d'arrêt pour le contenu de l'album et le tourment personnel de Sting, la tonalité fluctuante de la chanson se résolvant finalement en un sol majeur ferme et sécurisé, marquant un retour à la maison (dans ce cas, la touche hommage de la chanson All This Time, plus importante sur le plan conceptuel) et offrant un sentiment écrasant d'acceptation, de rédemption et de nostalgie subtile, magnifiquement réalisé dans le motif de « berceuse » de clôture de l'album. Le personnage de Billy est évoqué à la troisième personne pour les trois premières chansons et à la première personne pour les trois dernières chansons.
Dans une interview avec Charlie Rose diffusée le 10 décembre 2010, Sting a mentionné qu'il travaillait sur une « pièce d'humeur », un projet musical et un livre en collaboration avec le gagnant du prix Pulitzer, Brian Yorkey. Le travail serait basé sur un album qu'il a sorti il y a de nombreuses années concernant la perte de son père, ayant grandi à Newcastle et assisté à la mort de l'industrie de la construction navale là-bas. Il a admis avoir peur de la perspective de tout rassembler, mais a exprimé sa confiance en son efficacité. Ce projet a depuis été confirmé comme la comédie musicale The Last Ship.

## Liste des titres
Tous les titres sont écrits par Sting.
1. Island Of Souls - 6:41
2. All This Time - 5:54
3. Mad About You - 3:53
4. Jeremiah Blues (Part 1) - 4:46
5. Why Should I Cry For You? - 4:54
6. Saint Agnes & The Burning Train - 2:43
7. The Wild Wild Sea - 6:41
8. The Soul Cages - 5:52
9. When The Angels Fall - 7:48

## Musiciens
- Sting : chant, basse, synthétiseur, mandoline
- Dominic Miller : guitares acoustique et électrique
- Kenny Kirkland : claviers
- David Sancious : claviers
- Branford Marsalis : saxophone
- Kathryn Tickell : cornemuse
- Paola Paparelle : hautbois
- Manu Katché : batterie
- Ray Cooper, Vinx, Bill Summers, Munyungo Jackson, Skip Burney et Tony Vacca : percussions